# Княжество Таранто
Княжество Таранто (на италиански: Principato di Taranto) е норманско княжество от 1088 до 1465 г. със столица Таранто. В 377-годишната си история то е силно и почти независимо феодално владение, васал на Кралство Сицилия и по-късно на Кралство Неапол.

## История
Княжеството е под норманско владение от 1088 до 1194 г. Първият регент е Боемунд I от род Отвил, синът на херцог Робер Гискар.
От 1194 до 1266 г. княжеството Таранто е управлявано от Хоенщауфените. През 1205 г. княз на Таранто е Фридрих II, който е наследен през 1250 г. от синът му Манфред, крал на Сицилия.
От 1266 до 1356 г. княжеството е владение на Анжу. Първият владетел на Таранто от този род през 1266 – 1285 г. е Карл I, крал на Сицилия от 1282 г. Титлата княз на Таранто отива през 1383 г. на Ото IV от Брауншвайг-Грубенхаген.
От 1393 до 1465 г. Таранто е под управлението на род Орсини. През 1465 г. крал Фердинанд I обединява княжеството Таранто с Кралство Неапол. Княжеството Таранто е ликвидирано, но титлала е наследявана от синовете на кралете на Неапол.
Последният принц на Таранто е Луй Жан Мари († 1933), 10. херцог на Ла Тремуйл (La Tremouille).